# Eremogryllodes pallidus
Eremogryllodes pallidus är en insektsart som beskrevs av Lucien Chopard 1963. Eremogryllodes pallidus ingår i släktet Eremogryllodes och familjen Myrmecophilidae. Inga underarter finns listade i Catalogue of Life.